# Újpetre
Újpetre é um município da Hungria, situado no condado de Baranya. Tem 16,71 km² de área e sua população em 2019 foi estimada em 935 habitantes.